# Phare d'Árvore
Le phare d'Árvore (ou, en portugais Facho de Árvore) est un ancien phare situé dans la freguesia d' Árvore faisant partie de la ville de Vila do Conde, dans le district de Porto (Région Nord du Portugal). Il est désormais inactif.
Il a été géré par l'autorité maritime nationale du Portugal à Oeiras (Grand Lisbonne) .

## Histoire
Le phare d'Árvore est le phare avant d'alignement pour l'entrée de l'embouchure de la rivière Ave, avec le phare d'Azurara vers le port de Vila do Conde.
C'est une construction en pierre de granit, se rétrécissant vers le haut, revêtu sur la face ouest de carreaux blancs pour réfléchir la lumière du soleil. La petite lanterne est perchée sur la pointe centrale, entre deux petites flèches pyramidales surmontées d'une boule.
Cette construction est très ancienne et, malgré sans valeur architecturale, reste avec celle d'Azurara une curiosité remarquable et unique sur la côte portugaise.
Identifiant : ex-PT-023 .

### Lien connexe
- Liste des phares du Portugal